# Бренто (Болоња)
Бренто је насеље у Италији у округу Болоња, региону Емилија-Ромања.
Према процени из 2011. у насељу је живело 133 становника. Насеље се налази на надморској висини од 444 м.